# Altaia geniculata
Altaia geniculata är en tvåvingeart som beskrevs av Malloch 1938. Altaia geniculata ingår i släktet Altaia och familjen parasitflugor. Inga underarter finns listade i Catalogue of Life.